# Медаль «За выслугу лет в вермахте»
Медаль «За выслугу лет в вермахте» (нем. Dienstauszeichnung der Wehrmacht) — знак отличия для военнослужащих всех родов войск нацистской Германии — армии, военно-воздушных сил и военно-морского флота, находившихся на службе определённое количество лет.

## История
Учреждена 16 марта 1936 года — в первую годовщину введения Гитлером в Германии всеобщей воинской обязанности.
Награждение производилось от имени фюрера и рейхсканцлера, основанием для представления к награде являлось наличие подтверждённой документами выслуги соответствующего количества лет.

При исчислении стажа военнослужащих полностью засчитывалась предшествующая военная служба в вооружённых силах Германской империи, добровольная служба в резервных и полицейских частях в период Первой мировой войны (1914—1918 годах), армии и флоте переходного периода и добровольческих военных формированиях, вошедших в состав вооружённых сил 30 сентября 1921 года, военная служба в период Веймарской республики (1919—1933 годы) и до образования вермахта после прихода к власти Гитлера.

В случае смерти награждённого знак отличия мог быть вручён его близким родственникам.
К награждению не могли быть представлены лица, уволенные с военной службы, и военнослужащие, арестованные или отбывающие наказание, а также военнослужащие, находящиеся под следствием или судом (до принятия решения по делу).
С весны 1940 года предоставление к награждению было официально приостановлено «до окончания войны».
После капитуляции Германии вермахт был распущен, награждение за выслугу лет прекращено.

## Классы
Первоначально были установлены четыре класса знака отличия:
- 4-й — за 4 года службы;
- 3-й — за 12 лет службы;
- 2-й — за 18 лет службы;
- 1-й — за 25 лет службы.

10 марта 1939 года был добавлен «особый класс» — за 40 и более лет военной службы.
| Планки "Mедалей за выслугу лет" | Планки "Mедалей за выслугу лет" | Планки "Mедалей за выслугу лет" | Планки "Mедалей за выслугу лет" | Планки "Mедалей за выслугу лет" |
| ------------------------------- | ------------------------------- | ------------------------------- | ------------------------------- | ------------------------------- |
| 4 года                          | 12 лет                          | 18 лет                          | 25 лет                          | 40 лет и больше                 |

## Описание
Знаки 4-го и 3-го классов изготовлялись из томпака или железа в форме круглой медали с выступающим бортиком, имевшей покрытие серебристого (4-й класс) или светло-бронзового (3-й класс) цвета. На аверсе медали имелось рельефное изображение орла с опущенными крыльями, держащего свастику, обрамлённое идущей слева направо вдоль верхней части окружности надписью готическими шрифтом: нем. Treue Dienste in der Wehrmacht  — «Верная служба в вермахте»). На реверсе изображались рельефные цифры, обозначающие число лет выслуги (4 и 12 соответственно), в круглом венке из дубовых листьев. В верхней части медали имелось ушко для крепления кольца с лентой.
Знаки 2-го и 1-го классов изготовлялись из железа в форме восьмиугольного креста с выступающими бортиками и круглой центральной частью, имевшего покрытие серебристого (2-й класс) или золотистого (1-й и особый классы) цвета. В круге на аверсе креста располагалось рельефное изображение орла с опущенными крыльями, держащего свастику, на реверсе знаков 2-го и 1-го классов — рельефные цифры, обозначающие число лет выслуги (18 и 25 соответственно). На верхнем луче креста имелось ушко для крепления кольца с лентой.

В качестве знака особо класса использовался знак 1-го класса со специальным значком на ленте.
Медали носились награждёнными на левой стороне груди на ленте василькового цвета с прикреплённым к ней металлическим значком, указывающим на род войск (для сухопутных войск и флота — имперский орёл с распростёртыми крыльями, держащий венок со свастикой, для военно-воздушных сил — летящий орёл, несущий свастику) и класс награды (для 4-го и 2-го классов предусматривался орёл серебристого цвета, для 3-го и 1-го — золотистого цвета, для особого класса — орёл золотистого цвета с расположенными под ним двумя скрещенными дубовыми ветвями золотистого цвета).
Соответствующие миниатюрные значки прикреплялись также к лентам медалей на планках, при этом награждённые медалью 4-го класса носили планку с серебристым значком, 3-го класса — планку с золотистым значком, 2-го класса — две планки с серебристыми значками, 1-го класса — две планки с золотистыми значками, а награждённые медалью особого класса — одну планку с золотистым значком и дубовыми ветвями.
После окончания Второй мировой войны ношение наград нацистской Германии было запрещено.
Законом ФРГ от 26 июля 1957 года в Федеративной Республике Германии награждённым разрешено ношение денацифицированных копий медалей «За выслугу лет в Вермахте», на которых отсутствует изображение нацистской свастики (нем. Hakenkreuz).

## Галерея
Медаль «За выслугу лет в Вермахте»

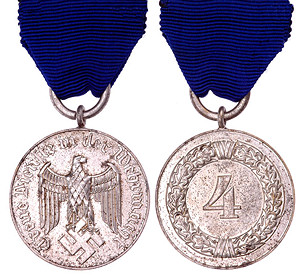
Изображение (аверс и реверс) медали за выслугу лет 4-го степени за 4 года военной службы
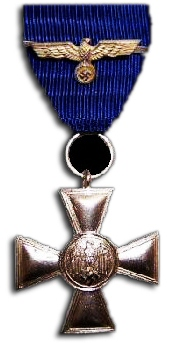
Медаль «За выслугу лет в Вермахте» 2-й степени за 18 лет
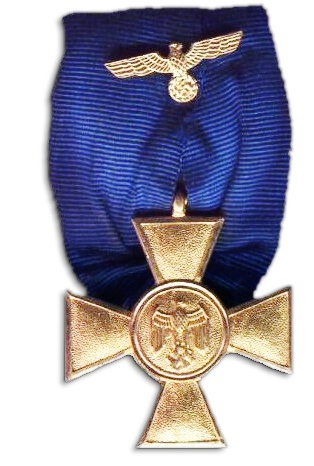
Медаль «За выслугу лет в Вермахте» 1-го степени за 25 лет
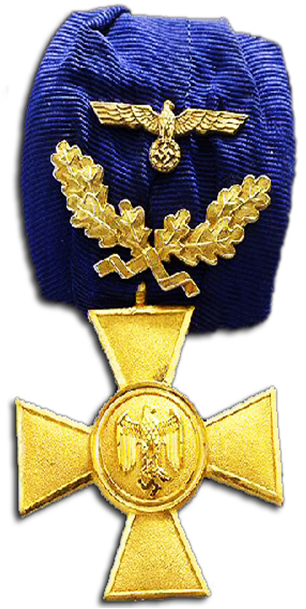
Изображение (аверс) медали за выслугу лет высшей степени за 40 лет беспрерывной воинской службы с дубовыми листями